# This Is Criss!
| Recensione | Giudizio |
| ---------- | -------- |
| AllMusic   | [ 1 ]    |

This Is Criss! è un album discografico del sassofonista jazz statunitense Sonny Criss, pubblicato dalla casa discografica Prestige Records nel 1966.

## Tracce
Lato A
1. Black Coffee – 7:45 (Paul Francis Webster, Sonny Burke)
2. Days of Wine and Roses – 3:15 (Henry Mancini)
3. When Sunny Gets Blue – 5:38 (Carl Fisher, Jack Segal)

Lato B
1. Greasy – 2:24 (Walter Davis)
2. Sunrise, Sunset – 2:46 (Jerry Bock, Sheldon Harnick)
3. Steve's Blues – 6:18 (Sonny Criss)
4. Skylark – 5:04 (Johnny Mercer, Hoagy Carmichael)

Edizione CD del 2008, pubblicato dalla Prestige Records (PRCD-30654)
1. Black Coffee – 7:52 (Paul Francis Webster, Sonny Burke)
2. Days of Wine and Roses – 3:20 (Henry Mancini)
3. When Sunny Gets Blue – 5:42 (Carl Fisher, Jack Segal)
4. Greasy – 2:28 (Walter Davis Jr.)
5. Sunrise, Sunset – 2:52 (Jerry Bock, Sheldon Harnick)
6. Steve's Blues – 6:23 (Sonny Criss)
7. Skylark – 5:10 (Hoagy Carmichael, Johnny Mercer)
8. Love for Sale – 6:25 (Cole Porter) – Bonus Track

## Musicisti
- Sonny Criss - sassofono alto
- Walter Davis Jr. - pianoforte
- Paul Chambers - contrabbasso
- Alan Dawson - batteria[3]

Note aggiuntive
- Don Schlitten - produttore
- Registrato il 21 ottobre 1966 al Rudy Van Gelder Studio di Englewood Cliffs, New Jersey (Stati Uniti)
- Rudy Van Gelder - ingegnere delle registrazioni
- Ira Gitler - note retrocopertina album[4]